# Trichiosoma crassum
Trichiosoma crassum är en stekelart som beskrevs av Kirby 1882. Trichiosoma crassum ingår i släktet Trichiosoma, och familjen klubbhornsteklar. Arten är reproducerande i Sverige.